# Postpaměť
Postpaměť (z anglického post-memory) je kategorie užívaná v psychologii a psychoterapii. Označuje postoj, který potomci zaujímají k emotivně silným zážitkům svých předků, často traumatickým. Samotní potomci přitom tyto události nezažili, jelikož předcházely jejich narození. Přesto jsou jejich vzpomínky natolik intenzivní, že se navenek jeví jako autobiografická paměť. Koncept postpaměti poprvé představila v roce 1992 Marianne Hirschová a dále jej rozpracovala.

## Charakteristika
Fenomén postpaměti velmi úzce souvisí s teorií transgeneračního přenosu, který umožňuje přenést traumatický zážitek předků na potomky. Tento přenos může probíhat vědomě i nevědomě. Dochází k němu tak, že děti jsou svědky symptomů traumatizace vlastních rodičů. Následkem toho se snaží jejich trauma odhalit a vnitřně zpracovat, aby je pochopili. Proto si události, které zřejmě jejich rodiče potkaly, představují a snaží se je zrekonstruovat. Navíc pociťují, že rodiče jsou příčinou prožitého traumatu psychicky labilní, a podvědomě tuto jejich nestabilitu přejímají i do svého vědomí. Vedle toho je trauma v rodině od doby, kdy k němu došlo, stále přítomné. Jeho přítomnost je buď explicitní, tedy trauma je běžnou součástí rodinného narativu a opakovaně se o něm vypráví za účelem potvrzení rodinného sebepojetí, anebo implicitní, přičemž takové trauma v rodině představuje tabu, tedy jeho existence se předpokládá, ale přímo se o něm nemluví. Zároveň pak rodiče dělají to, že se vlivem vlastní traumatické zkušenosti snaží své děti vybavit schopností přežít navzdory potenciálním traumatům, která se jim mohou v životě podobně přihodit. Těmito mechanismy svým dětem předávají impulzy, z nichž se posléze konstituuje jejich postpaměť.
Postpaměť je tedy generační struktura, která se předává v rodině, nejsilněji druhé generaci, ale biologická a faktická paměť lze přenést až do čtvrté generace. Díky kolektivní rodinné imaginaci a narativu se dalším generacím usnadňuje identifikace se zážitky první generace. Důležitým médiem pro projekci a afiliaci zážitků a pocitů první generace jsou fotografie, jež tvoří díly, které modelují kulturní dílo postpaměti.

## Historie
S myšlenkou, zdali mohou potomci nějakým způsobem dědit obsahy vědomí svých předků, se lze setkat již ve spisech Sigmunda Freuda. Ten předpokládá, že nové generace nutně navazují na psychické procesy generací předešlých. Bez nich by se podle Freuda nedokázali potomci orientovat ve světě. Tvrdí, že lidstvo by muselo svůj vztah k realitě definovat neustále dokola a znovu. Určitou formu psychického dědictví po předcích tím ustanovuje jako nezbytnou součást lidského života.
V podobné linii výkladu pokračuje Carl Gustav Jung, který přichází s teorií kolektivního nevědomí. Podle Junga tak individuální lidské prožitky zakládají jakési nevědomé universum lidských zkušeností, které nadcházející generace sdílí a z něhož vychází.
Podle těchto teorií ale není možné určit, co konkrétně z psychických obsahů předků potomci přebírají. Není jasné, jestli jde pouze o traumata, nebo veškeré obsahy vědomí bez ohledu na jejich významnost.
Postupně se ukázalo, že co si potomci pamatují ze života svých předků, je silně formováno rodinným narativem. Tedy paměť nadcházejících generací je konstruována tím, jak se o minulosti v rodině mluví, přičemž tato vyprávění zahrnují jak životy samotných členů rodiny, tak i širší kontext. Záleží pak na tom, o čem a jak se hovoří. Podle toho potomci nadále nahlíží minulost své rodiny i identifikují sami sebe. Ačkoliv jisté paměťové obsahy potomci dědí rovněž biologicky, jak dokazují moderní studie 21. století. Jde zejména o symptomy traumatických zážitků, které na dítě přechází z matky již v embryonální fázi vývoje.
Se samotným označením postpaměť přišla v roce 1992 Marianne Hirschová. Při definování pojmu vychází především ze způsobu, jakým zážitky přeživších holokaustu ovlivnily paměť jejich potomků. Všímá si, že tito potomci specifickým způsobem reflektují minulost svých rodičů. Sami se však narodili až po holokaustu. Proto Hirsch navrhuje koncept postpaměti, který vystihuje zmíněnou opožděnost vzpomínání. Takovou formu paměti vnímá jako produkt tragických vzpomínek, jež jsou poznamenány generačním odstupem a utvářeny transgeneračním přenosem.

## Aplikace a využití v současnosti
V posledních letech došlo k výraznému rozmachu publikací o holokaustu a zejména o paměti. Zájem se přesunul od zaznamenávání historických faktů ke zkoumání toho, jak si tato fakta pamatujeme a jak jim dáváme smysl dnes, o několik generací později. Vzpomínka na holokaust nevybledla ani s odchodem generace, která se osobně stala svědkem jeho zvěrstev. Jak ukazují spisy další generace, tyto vzpomínky se přenášely, často tiše a nevědomě, z přeživších na jejich děti a vnuky. V rámci fenoménu postpaměti se v současnosti tedy jedná spíše o určitou formu vzpomínek, které v sobě mají určitou narativní a emocionální pravdu – vzpomínky, jež odhalují přetrvávající vliv traumatu. Druhá generace, která je od události oddělena svým tempem, cítí, že jí byl svěřen zvláštní úkol: příslušníci této generace mají být muzei, jež uchovávají a předávají odkaz svých rodičů potomkům. Děti přeživších byly dlouho ignorovány jako právoplatní přeživší, dokud v 60. letech 20. století nedosáhly věku dospívání a psychiatři nezačali pozorovat hluboké psychologické dopady holocaustu na další generaci. Tento přístup k problematice postpaměti u potomků přeživších holocaust přetrvává až do současnosti. Jedním z představitelů této generace je např. francouzský filozof Alain Finkielkraut.